# DJ Ashba
Daren Jay (DJ) Ashba (Monticello, Indiana, 10 november 1972) is een Amerikaanse muzikant, producent en songwriter. Hij is de leadgitarist van de hardrockband Sixx:A.M.. Hij is daarnaast bekend vanwege zijn werk in groepen als BulletBoys en Beautiful Creatures. Ook heeft DJ Ashba samengewerkt met een groot aantal artiesten, onder wie Mötley Crüe, Guns N' Roses, Drowning Pool, Marion Raven, Aimee Allen en Neil Diamond.

## Biografie

### Jonge jaren (1972-1990)
DJ Ashba groeide op in Fairbury, Illinois. Zijn moeder, een klassiek geschoolde pianist, leerde hem over muziek vanaf dat hij kleuter was. Ashba had zijn eerste pianovoordracht toen hij vijf was; hij speelde Ode an die Freude van Beethoven. Na piano wilde Ashba leren drummen. Hij begon met een zelfgebouwd drumstel van potten en pannen en kreeg daarna een echt drumstel. Op zijn achtste nam hij een baan in de maisvelden om zijn eerste gitaar te kunnen betalen. 
Ashba nam altijd samen met de gitarist van een lokale band de bus naar de maisvelden. In de bus leerde deze gitarist Ashba gitaar spelen. Als een tiener besteedde Ashba tot wel 17 uur per dag aan het leren gitaarspelen. Voor zijn zestiende verjaardag nam zijn vader hem mee naar zijn eerste concert, Mötley Crüe. Toen Ashba achttien werd vertrok hij voor zijn muzikale carrière naar Hollywood.

### Barracuda, Solo & BulletBoys (1991-1998)
Uiteindelijk kwam Ashba terecht in de band Barracuda, waar hij twee jaar bij bleef. In 1996 bracht hij zijn eerste soloalbum uit, Addiction To The Fricion. In 1998 was Ashba onderdeel van de nieuwe bezetting van BulletBoys. Ashba bleef uiteindelijk maar voor een toer door de VS bij deze band. Tijdens deze toer ontmoette hij Joe LeSté.

### Beautiful Creatures (1999-2003)
In 1999 begon Ashba met het samenstellen van een nieuwe band die uiteindelijk Beautiful Creatures zou worden. De frontman werd Joe LeSté, die hij had ontmoet tijdens zijn toer met BulletBoys. De verdere bezetting bestond uit Kenny Kweens op de basgitaar, Anthony Focx op tweede gitaar en Glen Sobel op de drums. In deze opstelling tekende de band een contract bij Warner Bros. Het eerste optreden van de band was in Texas, waar ze openden voor de band KISS. Op 14 augustus 2001 brachten ze hun eerste album uit getiteld Beautiful Creatures. Dit album was geproduceerd door Sean Beavans. Het nummer 1 A.M. werd gebruikt in de soundtrack van de horrorfilm Valentine en voor de televisieserie Smallville. Warner Bros. verbrak al snel het contract van de band, maar bood DJ Ashba wel een eigen platencontract aan. Dit contract werd door Ashba afgeslagen. Op 13 februari 2002 maakte de band bekend dat Ashba de band verliet om een eigen carrière na te jagen.

### ASHBA (2003-2005)
In 2003 vormde Ashba een soloband genaamd ASHBA. Behalve Ashba bestond de band verder uit Michael Thomas op gitaar, John Younger op basgitaar en Bones Elias op de drums. Uiteindelijk sloeg Ashba een platencontract met Interscope af om met Nikki Sixx van Mötley Crüe samen te gaan werken.

### Sixx:A.M. (2007-heden)
Samen met Nikki Sixx en James Michael werd de band Sixx:A.M. opgericht. Met deze band werd in augustus 2007 The Heroin Diaries Soundtrack uitgebracht als soundtrack voor het boek The Heroin Diaries: A Year in the Life of a Shattered Rock Star. In 2011 kwam het tweede album van Sixx:A.M., This Is Gonna Hurt, opgevolgd door het in 2013 verschenen Modern Vintage. In 2016 maakte Sixx:A.M. bekend een dubbelalbum uit te brengen getiteld Prayers for the Damned. Het eerste deel van dit album verscheen op 29 april 2016 en het tweede deel wordt verwacht in de zomer van 2016. Met het uitbrengen van Prayers for the Damned vol.1 begon ook de Prayers for the Damned World Tour. Tijdens deze tournee kwam Sixx:A.M. ook in Nederland. Op 14 juni 2016 speelde de band in Tivoli Vredenburg in Utrecht.

### Guns N' Roses (2009-2015)
Op 23 maart 2009 werd DJ Ashba aangekondigd als de nieuwe gitarist van Guns N' Roses. Hij was de vervanger van Robin Finck die terugkeerde naar Nine Inch Nails. Hij ging mee met de band op de Chinese Democracy Tour. Tijdens deze tournee speelde Ashba over de hele wereld in verschillende arena's en stadions. Ashba is ook te zien op de Appetite For Democracy-dvd die gemaakt is tijdens een optreden in Las Vegas. Op 27 juli 2015 maakte DJ Ashba bekend dat hij uit de band stapte. Hij wilde meer tijd vrijmaken om te werken aan Sixx:A.M.

### Andere projecten
- In 2005 hielp Ashba Mötley Crüe bij het maken van het album Red,White And Crüe.
- Bij aan het album Saints of Los Angeles (2008) van Mötley Crüe  werkte Ashba mee. Hij hielp mee met het schrijven van 11 van de 13 nummers, ook was hij co-procucent van dit album.
- In 2009 werkte Ashba mee aan het kerstalbum A Very, Cherry, Christmas van Neil Diamond. DJ Ashba schreef mee aan de nummers en co-produceerde het album.
- DJ Ashba schreef het nummer Escape from the Green Inferno als onderdeel van de soundtrack van de film The Green Inferno.